# New Gerrard
New Gerrard war ein britischer Motorradhersteller. Das Unternehmen bestand 1922 bis 1940 in Edinburgh.

## Unternehmensgeschichte

### Technik der Motorräder
Firmengründer und Konstrukteur der Maschinen war Jock Porter, der sie auch selbst überaus erfolgreich bei Rennen einsetzte und in seinem Geschäft  Porter’s Motor Mart, 25–27 Greenside Place in Edinburgh vertrieb. Anfangs hatten die Motorräder 350-cm³-Einbaumotoren von Blackburne oder Aggregate von Barr and Stroud mit 348 und 499 cm³ Hubraum. Die Maschinen verfügten über ein Dreiganggetriebe und Kettentrieb.
Ab 1925 waren es nur noch seiten- oder obengesteuerte Blackburne-Motoren mit 249 oder 348 cm³ Hubraum. 1926 wurden nur 348er-Maschinen produziert, später kamen wieder großvolumigere Motorräder mit 549 cm³ dazu. Im Jahr 1929 wurde nur das 348-cm³-OHV-Modell angeboten, das als Straßen- und Rennversion erhältlich war. 1930 wechselte New Gerrard zu J.A.P.-Einbaumotoren mit 346 cm³. Das 350er-Modell wurde in den gesamten 1930er-Jahren angeboten. Ab 1936 wurde die Straßenversion bei Campion in Nottingham gefertigt. Später wurde die Produktion zurück nach Edinburgh verlagert. 1940 kam das Aus für New Gerrard.

### Rennsport
1922 trat Porter mit einer New Gerrard beim Rennen der Junior-Kategorie erstmals bei der Isle of Man TT an. Im Jahr darauf gewann er das Lightweight-Rennen auf einer New-Gerrard-Maschine mit 248-cm³-Blackburne-Motor mit knapp fünf Minuten Vorsprung auf Bert le Vack (New Imperial). 1924 gewann Porter auf einer New Gerrard das Ultra-Lightweight-TT-Rennen (bis 175 cm³).
Ab 1925 war Porter auch in Kontinentaleuropa in den kleinen Hubraumklassen auf New Gerrard sehr erfolgreich. Er gewann 1925 in Belgien, Italien und Frankreich insgesamt vier Große Preise. Da beim Rennen auf der Hochgeschwindigkeitsbahn von Monza, dem Großen Preis der Nationen, gleichzeitig die Titel der Motorrad-Europameisterschaft 1925 vergeben wurden, wurde er mit seinem Sieg im 250er-Rennen vor den Italienern Amedeo Ruggeri (Garanzini-J.A.P.) und Miro Maffeis (Maffeis-Blackburne) Europameister in der Viertelliterklasse. Im Jahr darauf verteidigte Porter diesen Titel im Rahmen des Großen Preises von Belgien in Spa-Francorchamps, wiederholte seine beiden Siege der Vorsaison in Frankreich und gewann auch das 250-cm³-Rennen und den Großen Preis von Deutschland auf der Berliner AVUS. 1929 gewann er zum insgesamt vierten Mal den Grand Prix von Belgien.